# 小行星9573
小行星9573（英語：9573 Matsumotomas）是一颗围绕太阳公转的小行星。1988年10月16日，圓舘金、渡邊和郎在北见发现了此天体。
这颗小行星的绝对星等为314.42567等。